# Rajaund
Rajaund es una ciudad de la India en el distrito de Kaithal, estado de Haryana.

## Geografía
Se encuentra a una altitud de 238 m s. n. m. a 145 km de la capital estatal, Chandigarh, en la zona horaria UTC +5:30.

## Demografía
Según estimación 2011 contaba con una población de 18 433 habitantes.